# Cauayan

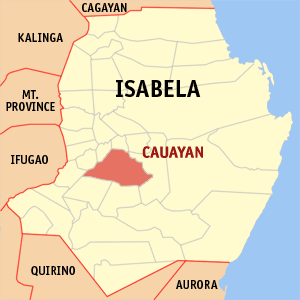
Cauayans läge i provinsen Isabela.

Cauayan (officiellt City of Cauayan) är en stad i Filippinerna som är belägen i provinsen Isabela i regionen Cagayandalen. Den hade 114 254 invånare vid folkräkningen 2007.
Staden är indelad i 65 smådistrikt, barangayer, varav endast 9 är klassificerade som urbana.